# SpVgg Beckum
El SpVgg Beckum es un club de fútbol alemán de la ciudad de Beckum, en Renania del Norte-Westfalia. El equipo se dio a conocer como equipo de tercera división tras la creación de la Bundesliga (I) en 1963.

## Historia
El club se formó el 1 de enero de 1929 de la fusión de Verein für Bewegungsspiele 1910 Beckum y Spiel-und Sportverein 1923 Beckum. Poco después de su fundación, el VfB adoptó el nombre de Fußball Club Westfalia 1910 Beckum hasta que volvió a su nombre original en 1916.
En 1963, el SpVgg pasó a formar parte de la Amateurliga Westfalen (III), pero descendió tras sólo dos temporadas. Regresó a la Amateurliga en 1971, donde compitió en la parte baja de la tabla hasta que descendió de nuevo en 1979.
El equipo estuvo ausente de la Amateurliga durante una década, hasta que regresó a lo que se había convertido en la Amateuroberliga Westfalen (III). En 1994, cuando se reorganizó el fútbol alemán y se introdujo la Regionalliga de tercera división, el Beckum descendió a la Oberliga Westfalen, de cuarta categoría. El mejor resultado del Beckum fue en 1995, cuando terminó en tercera posición. También participó en las rondas iniciales de la DFB-Pokal (Copa de Alemania) en 1993 y 1996.
En 2001, el Beckum descendió de la Oberliga, y al año siguiente alcanzó el punto más bajo de la historia del club al retirarse de la Verbandsliga (V) y reincorporarse a la Kreisliga, logrando tres ascensos en las cuatro temporadas siguientes para regresar a la Landesliga Westfalen.
El club jugó una temporada en la octava división Bezirksliga Westfalen tras descender de la Landesliga en 2015, pero ganó la liga y regresó a la séptima división.

## Temporadas
| Temporada | Liga                         | Sitio | Resultado |
| --------- | ---------------------------- | ----- | --------- |
| 2000–01   | Oberliga Westfalia (IV)      | 18°   | ↓         |
| 2001-02   | Verbandsliga Westfalia (V)   | 16°   | ↓         |
| 2002-03   | Kreisliga B Beckum (IX)      | 1°    | ↑         |
| 2003-04   | Kreisliga A Beckum (VIII)    | 2°    | ↑         |
| 2004-05   | Bezirksliga Grupo 9 (VII)    | 4°    |           |
| 2005-06   | Bezirksliga Grupo 9 (VII)    | 1°    | ↑         |
| 2006-07   | Landesliga Grupo 5 (VI)      | 8°    |           |
| 2007-08   | Landesliga Grupo 5 (VI)      | 6°    |           |
| 2008-09   | Landesliga Grupo 5 (VII)     | 9°    |           |
| 2009-10   | Landesliga Grupo 5 (VII)     | 7°    |           |
| 2010-11   | Landesliga Grupo 5 (VII)     | 12°   |           |
| 2011-12   | Landesliga Grupo 5 (VII)     | 10°   |           |
| 2012-13   | Landesliga Grupo 4 (VII)     | 6°    |           |
| 2013-14   | Landesliga Grupo 4 (VII)     | 6°    |           |
| 2014-15   | Landesliga Grupo 4 (VII)     | 15°   | ↓         |
| 2015-16   | Bezirksliga Westfalia (VIII) | 16°   | ↑         |